# Höfen (Baudenbach)
Höfen ([ˈhøːfn̩] ) ist ein Gemeindeteil des Marktes Baudenbach im Landkreis Neustadt an der Aisch-Bad Windsheim (Mittelfranken, Bayern). Höfen liegt in der Gemarkung Mönchsberg.

## Geographie
Durch das Dorf fließt der Höfener Graben, ein rechter Zufluss des Achelbachs, der rechts in die Steinach fließt. 0,75 km südwestlich des Ortes liegt das Waldgebiet Sandschlag, 1 km östlich erhebt sich der Rotenberg. Eine Gemeindeverbindungsstraße führt zur Staatsstraße 2256 bei Roßbach (0,6 km nördlich) und zur Staatsstraße 2256 (0,6 km westlich).

## Geschichte
Der Ort wurde 1554 als „Hofenn“ erstmals urkundlich erwähnt. Gegen Ende des 18. Jahrhunderts gab es in Höfen vier Anwesen. Das Hochgericht übte das brandenburg-bayreuthische Stadtvogteiamt Neustadt an der Aisch aus. Die Dorf- und Gemeindeherrschaft und die Grundherrschaft über die vier Viertelhöfe hatte das brandenburg-bayreuthische Klosteramt Münchsteinach.
Von 1797 bis 1810 unterstand der Ort dem Justizamt Dachsbach und Kammeramt Neustadt. Im Rahmen des Gemeindeedikts wurde Höfen dem 1811 gebildeten Steuerdistrikt Münchsteinach und der 1813 gebildeten Ruralgemeinde Münchsteinach zugeordnet, mit dem Zweiten Gemeindeedikt (1818) wurde es in die neu gebildete Ruralgemeinde Mönchsberg umgemeindet. Am 1. Juli 1971 wurde Mönchsberg im Zuge der Gebietsreform in Bayern in Baudenbach eingegliedert.

### Ehemalige Baudenkmäler
- Haus Nr. 3: eingeschossiges Wohnstallhaus mit Satteldach; Ecklisenen, Erdgeschoss Quader, Fachwerkgiebel; dreieckiger Wappenstein, Löwenkopf mit Ring im Maul, seitlich mit „1709“ bezeichnet (zum Kloster Münchsteinach gehörig) – zugehörig Scheuer auf Steinsockel, Halbwalm; der nordwestliche Eckstein bezeichnet „17. V.“(alentin) „B. W.“(alwisner) „94“; kleiner Vorbau mit Walmdach im Norden über rundbogigem Kellerabgang, dort im Scheitel „AG / 1855“.[8]
- Haus Nr. 7: erste Hälfte des 19. Jahrhunderts, 1871 erneuert; zweigeschossiges Walmdachhaus mit Ecklisenen und Gurtband, kräftig profiliertes Holztraufgesims; nach Osten fortgeführt firstgleich, aber nur eingeschossig der Stallteil mit Fachwerkgiebel und Halbwalm.[8]

### Einwohnerentwicklung
| Jahr      | 001818 | 001840 | 001861 | 001871 | 001885 | 001900 | 001925 | 001950 | 001961 | 001970 | 001987 |
| Einwohner | 46     | 41     | 59     | 61     | 54     | 48     | 48     | 67     | 46     | 52     | 44     |
| Häuser    | 7      | 8      |        |        | 11     | 11     | 6      | 8      | 8      |        | 11     |
| Quelle    | [ 10 ] | [ 11 ] | [ 12 ] | [ 13 ] | [ 14 ] | [ 15 ] | [ 16 ] | [ 17 ] | [ 18 ] | [ 19 ] | [ 1 ]  |

## Religion
Der Ort ist seit der Reformation evangelisch-lutherisch geprägt und bis heute nach St. Lambert (Baudenbach) gepfarrt, die Katholiken sind nach Mariä Himmelfahrt (Ullstadt) gepfarrt.